# República Checa en los Juegos Olímpicos de Salt Lake City 2002
La República Checa estuvo representada en los Juegos Olímpicos de Salt Lake City 2002 por un total de 76 deportistas que compitieron en 13 deportes.  
El portador de la bandera en la ceremonia de apertura fue el esquiador acrobático Aleš Valenta.

## Medallistas
El equipo olímpico checo obtuvo las siguientes medallas:
| Nombre              | Deporte          | Competición         |
| ------------------- | ---------------- | ------------------- |
| Oro                 |                  |                     |
| Aleš Valenta        | Esquí acrobático | Salto aéreo M       |
| Plata               |                  |                     |
| Kateřina Neumannová | Esquí de fondo   | 15 km F             |
| Kateřina Neumannová | Esquí de fondo   | Persecución 10 km F |
| Bronce              |                  |                     |
| —                   |                  |                     |